# Murex troscheli
Murex troscheli of spinnekop is een slakkensoort uit de familie van de Muricidae. De wetenschappelijke naam van de soort is voor het eerst geldig gepubliceerd in 1868 door Lischke.

## Beschrijving
Deze 15 cm lange stekelhoorn draagt lange, scherpe stekels en komt voor in de Grote- en Indische Oceaan in Zuidoost-Azië.